# Giovanni II. Particiaco
Giovanni II. Particiaco, in den zeitlich näheren Quellen Johannes (II.), später auch Partecipazio oder Participazio († nach 887), war nach der venezianischen traditionellen Geschichtsschreibung, also der vom Staat kontrollierten Historiographie, der 15. Doge von Venedig. Er regierte von 881 bis 887 allein, nachdem er lange Zeit gemeinsam mit seinem Vater Ursus I. das Dogenamt ausgefüllt hatte. 
Mit Johannes endete die Dynastie der Particiaco, die von 810–836, dann von 864–887 und schließlich, entsprechend der besagten Geschichtsschreibung, von 912–942 die Stadt dominierte. Der Familie Badoer, die möglicherweise einen Seitenzweig der Particiaco darstellte, gelang es um 1000, sich diese Familie als prestigeträchtige Vorfahrin zu sichern. Die Bedeutung der Tribunen nahm unter Johannes stark ab, ihre Rolle übernahmen Iudices.
Außenpolitisch erlangte Johannes II. von Kaiser Karl III. 883 die Erneuerung der Privilegien, die letztlich auf das Pactum Lotharii von 840 zurückgingen. Die Eroberung von Comacchio scheiterte hingegen am Widerstand der Päpste. Johannes’ Bruder Badoarius oder Badoer wurde auf dem Weg zu Verhandlungen tödlich verletzt, der Doge ließ daraufhin 883 Comacchio verwüsten. Die Exkommunikation zwang den Dogen dazu, die Stadt aufzugeben, die bald wieder zu einer starken Handelskonkurrentin wurde.
Die Dynastie starb aus, nachdem auch sein jüngster Bruder Petrus, bereits zum Mitdogen erhoben, um 885 gestorben, dann der verbliebene Bruder Ursus gemeinsam mit Johannes zurückgetreten war. Die Venezianer wählten nun Petrus Candianus zum Dogen, ein Machtübergang, den der Doge selbst eingeleitet hatte. Johannes dankte zwar am 17. April 887 ab, doch starb sein Nachfolger bereits fünf Monate später in einem Scharmützel. Johannes lehnte die Forderung ab, das Dogenamt wieder zu übernehmen, daher wählte man Petrus Tribunus zum Dogen. Weder die Grabstätte noch das Todesjahr des Johannes sind überliefert. Die erste (überlieferte) Beschreibung der Wahl eines Dogen war diejenige von 887; sie erfolgte nach der Istoria Veneticorum des Johannes Diaconus noch ohne den Klerus.

## Das Dogenamt

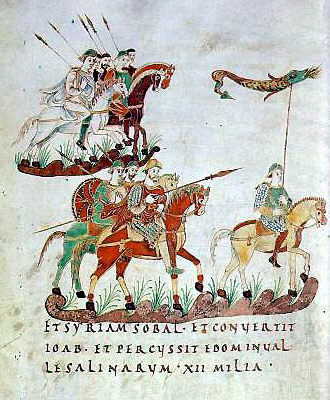
Karolingische Reiterei als Illustration zum Feldzug des Joab, des Neffen Davids, Psalterium Aureum, St. Gallen, Stiftsbibliothek, p. 140, um 890

Johannes II. Particiaco war der Sohn und Mitregent seines Vorgängers, dem er ohne Wahl ins Amt folgte. In seiner kurzen Herrschaftszeit verschwand die über Jahrhunderte bedeutende Rolle der Tribunen weitgehend. Nur diejenigen Familien überlebten auf der obersten politischen Ebene, die ihr Vermögen gewinnbringend in den Handel und den Schiffsverkehr investiert hatten. Unter Verfassungsaspekten wurden die Tribunen durch Giudici oder Iudices ersetzt. Dabei handelte es sich nicht um Rechtsexperten, sondern um Männer, denen ein hohes politisches Prestige zukam, und die zugleich die Kommune repräsentieren konnten.
Außenpolitisch erlangte Johannes II. von Kaiser Karl III. am 10. Mai 883 in Mantua die Erneuerung der bereits unter seinem Vater Ursus im Jahr 880 erneuerten Privilegien, die wiederum auf das Pactum Lotharii von 840 zurückgingen. Es gelang jedoch nicht, das Territorium von Comacchio, das sich noch nicht von den Plünderungen der Sarazenen erholt hatte, zu okkupieren. Vielmehr entspann sich ein heftiger Streit mit den Päpsten um die Herrschaft über das in päpstlichem Besitz befindliche, bei Ferrara gelegene Handelsemporium. So schickte Johannes II. seinen Bruder Badoer zu Verhandlungen zu Papst Hadrian III. Doch Marino, Graf von Comacchio, fing Badoer auf dem Weg nach Rom ab, wobei dieser verletzt wurde. Er schickte den Verwundeten zwar nach Venedig zurück, doch Badoer starb unmittelbar nach der Rückkehr („statim“, wie es bei Johannes Diaconus heißt). Aus Rache ließ der Doge 883 Comacchio verwüsten. Als Johannes bei Hadrians Nachfolger Stephan V. einen neuen Vorstoß unternahm, sich den Besitz der nunmehr besetzten Stadt bestätigen zu lassen, erhielt er eine weitere Abfuhr. Die Stadt musste nach der Exkommunikation des Dogen aufgegeben werden. Sie wurde sogar bald wieder zu einer scharfen Handelskonkurrentin.
Gegen Ende seiner Regierungszeit löschte eine Reihe von Todesfällen die Familie aus, nachdem bereits Badoer nach 883 verstorben war. Zunächst erhob der Doge seinen jüngsten Bruder Petrus (Pietro oder Piero) zum Mitdogen, da er selbst krank war, doch auch dieser, bereits vom Volk akklamiert, starb bald im Alter von 25 Jahren. Der verbliebene Bruder Ursus kam auch nicht in Frage, denn dieser trat gemeinsam mit Johannes vom Amt zurück. Laut dem Chronisten Johannes Diaconus wählten die Venezianer angesichts dieser Situation Petrus Candianus zum Dogen. Diesen Übergang soll Johannes II. laut Johannes Diaconus selbst eingeleitet haben, indem er Petrus zum Mitregenten erhob. Er selbst dankte am 17. April 887 ab. Als Candiano nun seinerseits am 18. September 887 in einem Flottenscharmützel an der Spitze von zwölf Schiffen vor Zara ums Leben kam, sollte Johannes wieder ins Amt zurückkehren. Doch lehnte er dies ab. Daher wählte man Pietro, den Sohn des Dominicus Tribunus, zum Dogen („Tribunus“ deutete schon Monticolo nicht als Titel, sondern als Namen). Über das weitere Schicksal des abgetretenen Dogen Johannes erfahren wir nichts, außer, dass er seine letzten Tage in seinem Palast verbrachte („ad domum propriam“). Mit ihm endete die Particiaco-Linie. Die Grabstätte des Dogen ist genauso unbekannt wie sein Todesjahr.

## Rezeption

### Bis gegen Ende der Republik Venedig

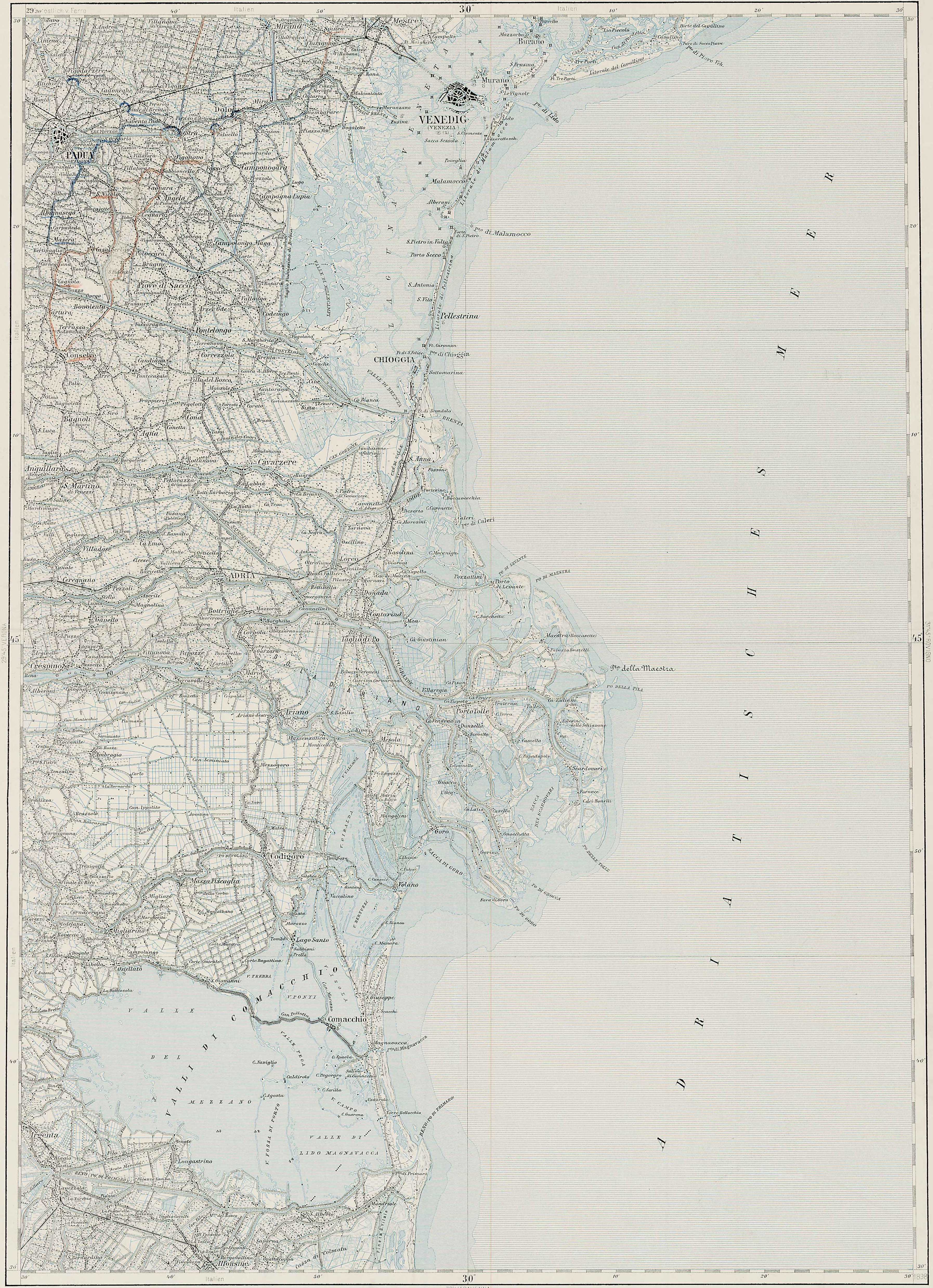
Karte des Gebietes zwischen den Lagunen von Venedig und Comacchio, Ende 19. Jahrhundert

Für das Venedig zur Zeit des Dogen Andrea Dandolo war die Deutung, die man der Herrschaft Johannes’ II. gab, in mehrfacher Hinsicht von symbolischer Bedeutung. Das Augenmerk der Mitte des 14. Jahrhunderts längst fest etablierten politischen Führungsgremien, die vor allem seit dem Dogen und Chronisten Andrea Dandolo die Geschichtsschreibung steuerten, galt der Entwicklung der Verfassung (in diesem Falle der Frage des Übergangs im Rahmen der Dynastiebildungsversuche, aber auch der Herleitung einer der führenden Familien Venedigs, der Badoer), den inneren Auseinandersetzungen zwischen den possessores (repräsentiert in den Familiennamen), also der sich immer mehr abschließenden Gruppe der Besitzenden, die zugleich die politische Macht und den Fernhandel besetzten, aber auch den Machtverschiebungen innerhalb der Adria und im östlichen Mittelmeerraum sowie in Italien. Dabei standen die Fragen nach der politischen Unabhängigkeit zwischen den sich zersetzenden Kaiserreichen, des Rechts aus eigener Wurzel, mithin der Herleitung und Legitimation ihres territorialen Anspruches, stets im Mittelpunkt. Wie bei seinem Vater bezog sich dieser Anspruch nicht nur auf die benachbarten Großmächte, sondern bereits auf die obere Adria und richtete sich sowohl gegen Comacchio, als auch gegen die jungen slawischen Herrschaften am Ostufer der Adria.
Die älteste volkssprachliche Chronik, die Cronica di Venexia detta di Enrico Dandolo aus dem späten 14. Jahrhundert, stellt die Vorgänge auf einer in dieser Zeit längst üblichen, von Einzelpersonen dominierten Ebene dar, was den Dogen noch einmal größere Macht zuwies. Nach dieser Chronik blieb „Zoane Badoer“, wie er schon genannt wird, nach dem Tod des Vaters im Amt. Die Identifizierung der Particiaco mit den Badoer war längst selbstverständlich geworden. Mit dem Einverständnis des Volkes hatte sein Vater ihn zum Mitdogen erhoben, „et constituillo suo successor nel ducado“, hatte ihn also zu seinem designierten Nachfolger gemacht. Beim Versuch, Comacchio seiner Herrschaft einzuverleiben fiel Johannes’ Bruder Badoer im Gebiet von Ravenna in die Hände seiner Gegner und wurde getötet – so der Verfasser. Wutentbrannt ließ Johannes sein Heer die Stadt Comacchio nach Belieben zerstören. Als er erkrankte „Piero Badoer, suo fradelo, coaiuctor et compagno nel seggio dugal constituì“. Nach dieser Chronik verzichteten er und sein Bruder gemeinsam auf das Dogenamt.
Mit einigen Abweichungen berichtet Pietro Marcello. Er führte 1502 in seinem später ins Volgare unter dem Titel Vite de'prencipi di Vinegia übersetzten Werk den Dogen im Abschnitt „Giovanni Particiaco Doge XIIII.“ Zwar übernahm Giovanni 881 die Herrschaft, doch hatte sich der Doge schon zuvor bewährt. Venedig wurde schon seit geraumer Zeit von den „Barbari“ bedroht, darunter „Saracini“ aus Alexandria, die Kreta erobert hatten und von dort Dalmatien angriffen, schließlich sogar Grado belagerten. Nach Marcello vertrieb unter Orsos Führung – nicht unter der des Johannes – die venezianische Flotte die Angreifer. Auch er schildert, wie Badoer verletzt und gefangen genommen, nach Vereidigung freigelassen, dann jedoch in Venedig an der Verletzung gestorben war („morì della ferita“). Aus Rache eroberte Johannes die Stadt Comacchio „con poca fatica“, ‚mit geringer Anstrengung‘. Während er in Comacchio die Schuldigen bestrafen ließ, verwüstete er das Ravennatische ‚mit Eisen und Feuer‘. Als Johannes erkrankte, erhob er seinen Bruder Pietro zum Nachfolger, doch gesundete er wieder, so dass er nun Mitdoge wurde („lo prese per compagno nel governo della Repub.“). Nach Pietros Tod „si tolse in compagnia Orso suo fratello minore“, er nahm also seinen jüngeren Bruder zum Mitdogen. Gemeinsam mit seinem Bruder trat er, erkrankt, vom Dogat zurück.
In seinen Historie venete dal principio della città fino all’anno 1382 berichtet Gian Giacomo Caroldo vom 15. Dogen „Ioanni Badoaro“, „il qual comi[n]ciò [sic!] haver il regimento della Città et stato Veneto solo, l’anno DCCCLXXJ“, er habe also das Regiment ab 871 allein geführt. Zuvor habe er sich große Verdienste erworben, denn nach zwei Tagen vor Grado seien die Sarazenen vor Johannes und seiner Flotte ausgewichen, nachdem sie in der Nachbarschaft noch Orte geplündert hatten. Johannes habe erkennen müssen, dass er sie nicht mehr erreichen könne und sei heimgekehrt. Dort sei er zum Mitdogen erhoben worden. Den Handel mit Sklaven verboten er, sein Vater, Klerus und Volk gemeinsam: „li Duci co’l’ Clero et Popolo“. Als er seinen Bruder nach Rom schickte, um den Contado von Comacchio zu erhalten, schickte Graf Marino Spione und ließ ihn auf dem Rückweg gefangensetzen. Dabei versetzte er ihm ‚eine tödliche Verletzung‘, „una mortal ferita“. Nachdem er ihm den Eid abgenommen hatte, dass er keine Wiedergutmachung verlangen werde, ließ er ihn frei. Doch unmittelbar nach der Rückkehr starb Badoer in Venedig. Wutentbrannt ließ Johannes die Stadt zerstören. Seine „Giudici“ ließ er in der Stadt „a quel governo“. Auch an den Ravennaten rächte er sich und richtete großen Schaden an. In Mantua erlangte er vom Kaiser die Bestätigung der alten Rechte. Als der Doge schwer erkrankte, war das Volk damit einverstanden, dass er seinen jüngeren Bruder zum Dogen erhob. Doch starb dieser bereits mit 25 Jahren nur wenig später. Daher erhob er Orso, einen weiteren Bruder, zum Mitdogen, der die Kirche Santi Cornelio e Cipriano auf dem Lido di Malamocco an einem Ort namens Vigna gründete. Sie sollte der „Cappella di San Marco“ unterstehen. Als der Doge erneut erkrankte, gestattete er dem Volk, einen anderen Dogen zu wählen („permesse al Popolo ch’elegesse un Duce che più li fusse grato“). Johannes übergab dem gewählten Pietro Candiano „l’insegne del Ducato et sede Duce“. Mit Orso zog der neue Doge gegen die Narentaner, jedoch ohne Erfolg. Pietro, der im August zu einem neuen Angriff aufbrach, kam am 17. September 887 ums Leben, wobei es dem Andrea Tribuno gelang, seinen Leichnam zu sichern und in der Kirche von Grado beisetzen zu lassen. ‚Von mittlerer Statur und 45 Jahre alt‘ – „di mediocre statura, d’anni XLV“ –, war er nur fünf Monate lang Doge gewesen. Johannes hörte trotz seiner Krankheit auf die Bitten des Volkes – „per soddisfare alle preghiere del Popolo “ –, sein Amt wieder aufzunehmen. Nach sechs Monaten und dreizehn Tagen waren die „pubblici rumori“ soweit beruhigt, dass er das Volk dazu überreden konnte, im Jahr 888 einen neuen Dogen zu wählen.
In der 1574 erschienenen Chronica das ist Warhaffte eigentliche vnd kurtze Beschreibung, aller Hertzogen zu Venedig Leben des Frankfurter Juristen Heinrich Kellner, die auf Marcello aufbauend die venezianische Chronistik im deutschen Sprachraum bekannt machte, ist „Johann Partitiatius der viertzehende Hertzog“. Johannes, „Orsi Son / nam das Regiment an/im 881.jar“. Ursus entsandte „seinen Bruder Badoerum zu Bapst Johanne / daß er Comachio den Venetianern übergeb.“ Marinus, „Graff zu Comachio“, warf „Badoerum jenseit Ravenna nider/ verwundet in/und nam in gefangen.“ Auf die Zusage, auf seine Unternehmung zu verzichten, ließ der Graf ihn zwar frei, doch starb Badoer „kurtz darnach / als er wider zu Hauß kommen war / von dem streich den er empfangen hatt.“ Aus Rache eroberte der Doge Comacchio „mit wenig mühe. Strafft auch die gantz hart / so umb seines Bruders Todt mit wissenschaft hatten“. Auch überzog er die „Ravignaner“ mit „Schwerdt und Fewer.“ Doch bald erkrankte er schwer und „macht er zum Nachfolger Petrum / seinen Bruder“. Doch als er wider Erwarten gesundete, nahm er ihn „zu einem Gehülfen im Regiment“. Als auch Petrus starb, „erwehlet er ihm zum Gesellen seinen jüngern Bruder Orsum“. Erneut erkrankte der Doge und so „ubergab er sampt seinem Bruder den Befelch / als er noch nicht sechß jar auß regieret hatt. Und lebet sein Bruder Orsus ein zeitlang für sich selbßt / unnd im Privat Leben.“

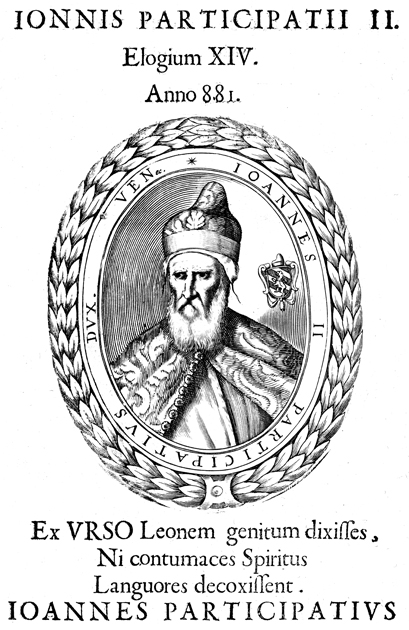
Leone Matina: Phantasieporträt des Dogen in der wohl ersten gedruckten Porträtserie aller bis dahin anerkannten Dogen, dem Ducalis regiae lararium von 1659

In der Übersetzung der Historia Veneta des Alessandro Maria Vianoli, die 1686 in Nürnberg unter dem Titel Der Venetianischen Hertzogen Leben / Regierung, und Absterben / Von dem Ersten Paulutio Anafesto an / biss auf den itzt-regierenden Marcum Antonium Justiniani erschien, wird der Doge „Johannes II. Badoarius, der Fünffzehende Hertzog“ genannt. Die Gleichsetzung der Badoer mit den Particiaco, beginnend mit Johannes’ Vater, war bereits zum historiographischen Standard geworden. Nach Vianoli, der von früheren Geschichtsschreibern an einigen Stellen abweicht, kommandierte der Vater die „Schiff-Armada“ selbst, die die Sarazenen vor Grado in die Flucht jagte, nicht Johannes. 881 folgte dem verstorbenen Dogen ohne Umschweife sein Sohn. Ein Zusammenhang zu Grado bestand damit nicht, erst recht keine Erhebung zum Dogen zu Lebzeiten des Vaters. Johannes schickte seinen Bruder „Petrum Badoarium, an den Papst Johannem, nacher Rom“. Graf Marinus von Comacchio ließ ihn jedoch abfangen. Bei Vianoli hieß der Bruder nicht nur anders, sondern er starb auch in Comacchio, nicht nach seiner Rückkehr nach Venedig. In seinem „gerechten Zorn“ – über die Folgen einer Beleidigung lässt sich Vianoli über fast zwei Seiten aus – hat der Doge „alles mit Feuer und Schwerd biß nacher Ravenna verwüstet“; auch habe er „die gantze Graffschaft Comachio seinen hitzigen Waffen unterthänig gemacht“ (S. 110). Als bald der Doge schwer erkrankte, „ernennete“ er „seinen Bruder ihm zum Nachfolger“, doch als der Doge „gantz unverhoffter Weise wiederum genesen/ nur als ein Mitgehülfe dem Regiment vorgestanden“, und auch er habe „seinem jüngeren Bruder Orso die Stelle eingeraumet“. Vianoli erkennt den Mitdogen gewissermaßen ihr Amt wieder ab. Als Johannes „verspüret / daß er die Gemeine / wegen Abnehmung der Kräfften / nicht mehr regieren kunte“ übergab er „diese hohe Würde deß fürstlichen Throns“ an Petrus Candianus.
1687 schrieb Jacob von Sandrart in seinem Werk Kurtze und vermehrte Beschreibung Von Dem Ursprung / Aufnehmen / Gebiete / und Regierung der Weltberühmten Republick Venedig ebenfalls, wenn auch sehr lakonisch: „Im Jahr 881. sein Sohn Johannes welcher den Ravennatern die Stadt Comaclum (Comacchio) mit Gewalt abgenommen“. Als der Doge „in eine tödtliche Kranckheit gerieth/und er vermeynte/daß er sterben würde/ersucht er das Volck/daß sein Bruder zu seinem Nachfolger möchte ernennet werden“. Als er „wieder aufkam“ „gebrauchte er seinen Bruder zu seinem Neben-Regenten; und als derselbe mit Tod abgieng/nahm er dessen ältesten Sohn in gleicher Würde zu sich“. Nach sechs Jahren Regierung „spürete“ er, „daß das Volck mit ihrer Regierung nicht wohl zu frieden war / so danckten sie alle beyde ab“ (S. 21). Die Herrschaft des Dogen wird also auf die Eroberung von Comacchio und die Frage der Amtsbezeichnung und -nachfolge reduziert.

### Historisch-kritische Darstellungen
In der vierbändigen Staatsgeschichte der Republik Venedig von Johann Friedrich LeBret, die ab 1769 erschien, heißt es lapidar: „Die Saracenen wagten sich bis nach Grado“. Doch die Belagerung dauerte nur zwei Tage, weil Johannes von seinem Vater Befehl erhielt, die Stadt zu entsetzen. Das bloße Erscheinen der venezianischen Flotte unter seinem Kommando veranlasste die Belagerer abzuziehen und stattdessen Comacchio anzugreifen. Der Dogensohn kehrte „mit dem Ruhm eines Sieges zurück, der ihm nichts mehr gekostet hatte, als sich zu zeigen“. Dennoch gestattete das Volk seine Erhebung zum Mitdogen. Des Dogen „Sohn Johannes folgete ihm ohne allen Widerspruch“ (S. 176). Dieser war, im Gegensatz zu seinem Vater, „nicht genöthiget, sein Schwert wider sie [die Slawen] zu zücken“. „Die badoerische Familie war das Regieren so gewohnet, daß man für alle vier Brüder Fürstenthronen suchte. Drey saßen auf dem venetianischen Throne“, also schien Comacchio für „Badoarius“ standesgemäß. Nach LeBret sah der Papst Comacchio als so gefährdet durch die Sarazenen an, dass er geneigt war, die Stadt den Venezianern zu überlassen, die sie als einzige verteidigen konnten. Der Autor wusste, dass Marinus, der Graf, der ihn abfangen ließ, ihn „sehr hart am Beine“ verletzte. Dann zwang er den Gefangenen, einen Eid abzulegen, worin er auf Rache verzichtete. Darauf wurde er nach Venedig gebracht, wo er starb. Nach einem Rachefeldzug setzte „er nach seinem Gefallen Richter ein, und gieng hierauf vergnügt wiederum nach Hause“. Auch das Ravennatische ließ er „ausplündern“. LeBret wundert sich, dass der Papst nicht eingriff, oder den Dogen wenigstens von den Raubzügen abhielt, aber vielleicht, so der Autor, habe der Papst das Gebiet unter gewissen Bedingungen abgetreten, oder seine Oberherrschaft war so wenig geachtet, dass man sich bedenkenlos selbst Recht verschaffen konnte. Von Karl dem Dicken erhielt Johannes die Bestätigung aller Privilegien auf fünf Jahre, „aber mit der Bedingung, daß sich die Venetianer sollten dazu gebrauchen lassen, gemeinschaftlich das adriatische Meer von den slavischen Seeräubern oder Croaten zu reinigen, welche sich dem fränkischen Joche entzogen hatten.“ Für die festländischen Güter wurden die seit Karl dem Großen gültigen Privilegien gleichfalls erneuert. LeBret stellte dabei fest, dass erstmals Bedingungen für diese Erneuerung gestellt wurden, so dass diese Erneuerung „eine bloße Gnade des Kaisers“ dargestellt habe. Als Johannes schwer erkrankte, und die Regierungsgeschäfte nicht mehr führen konnte, holte er sich die „Einwilligung“ des Volkes, „sich seinen jüngsten Bruder Peter als Nachfolger oder Regierungsverweser zu setzen“ (S. 179). Auch nach der Genesung „erkannte“ das Volk „seinen Bruder als beständigen Mitregenten.“ Als dieser jedoch mit 25 Jahren starb, „nahm [Johannes] den dritten Bruder als Mitregenten an“, doch auch dieser wünschte sich der Würde zu „entziehen“. So „dankete Johannes endlich freiwillig ab“. Er forderte das Volk zur Wahl auf, aus der Peter Candiano als Sieger hervorging. Johannes berief ihn in den „herzoglichen Palast“, wo er ihm „das herzogliche Schwert, das Zepter, und den herzoglichen Sessel übergab, ihn hierdurch als seinen Nachfolger erkannte“. Dabei wird sein Verhalten nach seiner Regierungszeit ungemein hervorgehoben, insbesondere nach dem überraschenden Tod des Pietro Candiano 887: „So bald Johannes die Unruhen gestillet, die Wünsche der Nation erfüllet, und den Thron mit einem würdigen Nachfolger besetzet sah, so gieng er wieder in seine philosophische Ruhe zurück, und sein ganzes Betragen machte ihm mehr Ehre, als tausend mit menschlichem Blute erkaufete Siege [...] Er verließ den Thron wieder, da er sein Vaterland glücklich sah, lebete als ein Philosoph, und starb vergnügt (S. 182).“

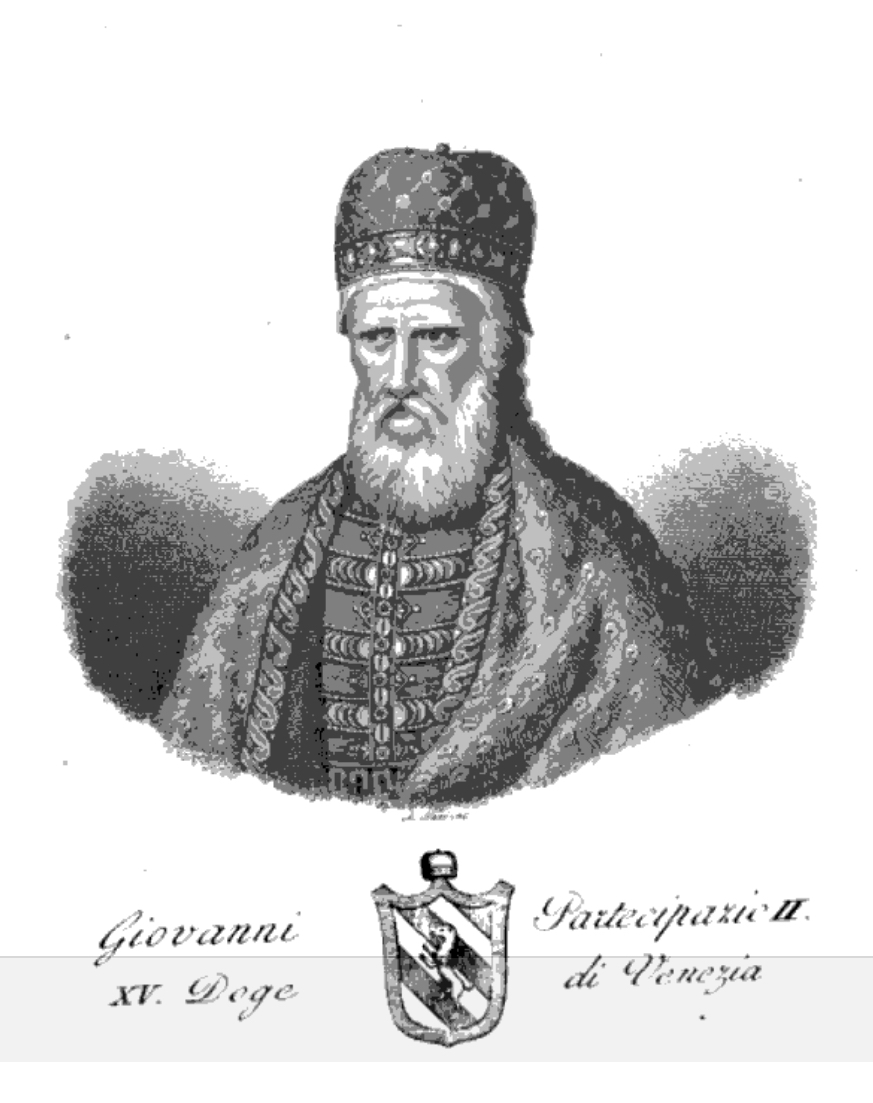
Phantasiedarstellung des Dogen „Giovanni Partecipazio II“ aus der Zeit vor 1834, Antonio Nani: Serie dei Dogi di Venezia intagliati in rame da Antonio Nani. Giuntevi alcuni notizie biografiche estese da diversi, Bd. 1, Merlo, Venedig 1840, o. S. (Google Books)

Samuele Romanin räumte Johannes II. 1853 im ersten Band seines zehnbändigen Opus'  Storia documentata di Venezia sechs Seiten ein. Wie bereits Andrea Dandolo und ihn ausschreibend LeBret berichtet hatte, kehrt auch bei Romanin der Dogensohn, vor dessen Flotte die überraschten Sarazenen vor Grado geflohen seien, zurück, und er sei danach sogleich zum Mitdogen erhoben worden. Im Zusammenhang mit dem Konflikt zwischen dem Grafen von Comacchio und dem Bruder des Dogen ergänzt Romanin, dass zum einen der erfolgreiche Handel Comacchios den Venezianern ein Dorn im Auge war, zum anderen, dass die Grafschaft durch Ludwig II. mit Diplom vom 30. Mai 854 an Ottone d'Este vergeben worden war, für den dessen Sohn Marino die Regierung führte. Auch hatte Comacchio der Invasionsarmee Pippins gegen die Lagunenstädte des späteren Venedig Flotte und Hilfstruppen bereitgestellt. Nach Romanin habe Marino den gefangen genommenen Badoer medizinisch bestens versorgt und mit dem Eid versehen, von den Plänen einer Annexion abzusehen, nach Venedig geschickt. Vielleicht („forse“) an den davongetragenen Verletzungen gestorben, forderte man in Venedig Rache. Comacchio wurde besetzt und zerstört, ebenso das Land bis unter die Mauern von Ravenna; eigene Iudices oder ‚Konsuln‘ zum Schutz des Handels in Comacchio wurden installiert. Das erneuerte Privileg Karls des Dicken von 883 beinhaltete weitere Bestimmungen, so etwa die, dass kaiserliche Untertanen venezianisches Gebiet nicht für eigene Zwecke nutzen durften, dass die Händler freien Zugang zum Reich erhielten, solange sie die Abgaben entrichteten (teleoneo und ripatico), von denen der Doge und seine Verwandtschaft befreit waren. Sogar für den Fall eines Umsturzes in Venedig wurden Bestimmungen getroffen, wie die Vertreibung der Betreffenden samt ihrer Komplizen, die Festlegung eines sehr hohen Bußgeldes von 100 Libbre d'oro für diejenigen, die gegen die kaiserlichen Bestimmungen verstießen. Schließlich nahm der erkrankte Doge seine Brüder, abgesehen von Badoer, nacheinander zu Mitdogen, doch sie starben oder lehnten es ab, das Amt allein zu führen.

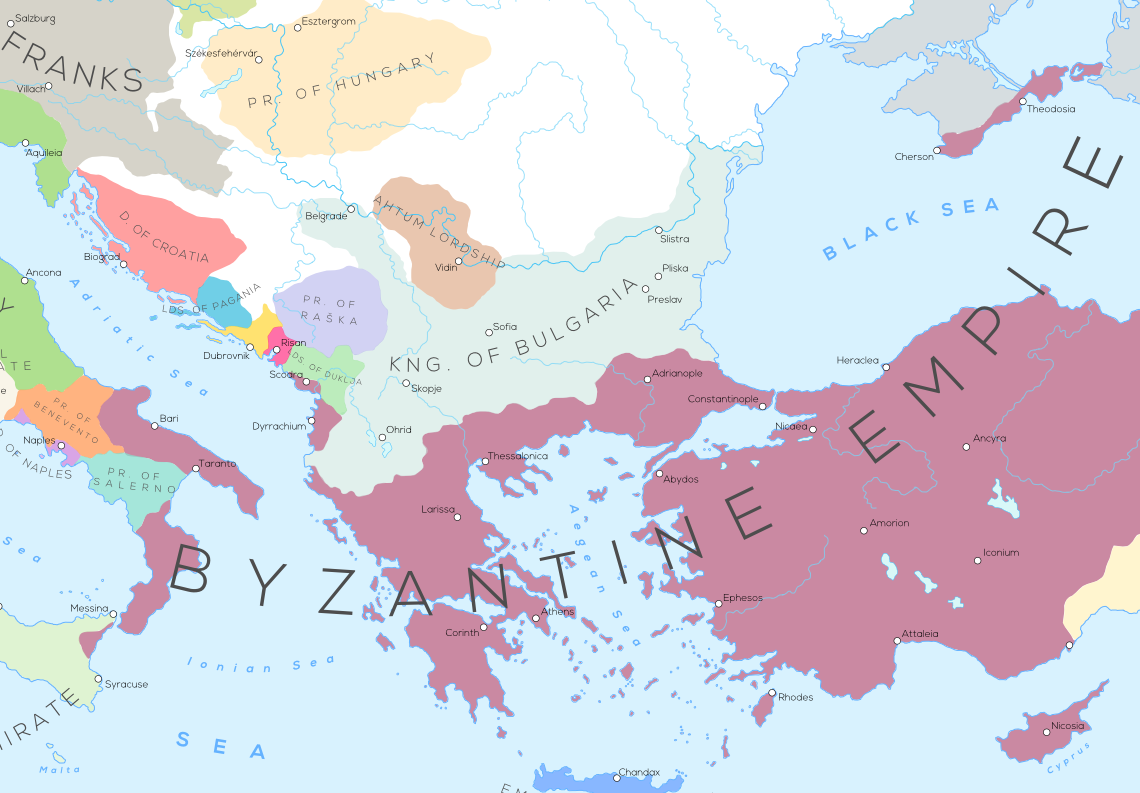
Bulgarien und Byzanz vor der Ansiedlung der Ungarn Ende des 9. Jahrhunderts

August Friedrich Gfrörer († 1861) nimmt in seiner, erst elf Jahre nach seinem Tod erschienenen Geschichte Venedigs von seiner Gründung bis zum Jahre 1084 an: „Doge Orso starb im Jahr 881 (oder 882).“ Dann bezieht er sich wieder ausdrücklich auf die besagte Chronik des Andrea Dandolo bei der Beschreibung der zweitägigen Belagerung von Grado, ebenso wie bei der Flotte, die Johannes gegen die Belagerer führen sollte, die jedoch auswichen und auf dem Rückweg Comacchio verheerten. Aus Dankbarkeit erhoben die Venezianer den Flottenführer nach der Heimkehr zum Mitdogen. Nun erst, wohl im letzten Jahr Orsos, hätten Konstantinopel und Venedig wieder Kontakt aufgenommen, und der Kaiser habe gleichfalls die neue Rolle Venedigs als Ordnungsmacht in der Adria akzeptiert. Für Gfrörer ging die Initiative zum Verbot des Sklavenhandels im Übrigen vom Klerus aus, keineswegs, wie Dandolo vorgibt, von den beiden Dogen. Andrea Dandolo sah, durch und durch Venezianer, den Klerus als Magd des Staates und die Dogen als Ausgangspunkt aller Initiativen – für Gfrörer war dies das byzantinische Verhältnis zwischen Staat und Kirche, der „Byzantinismus“ schlechthin. Außerdem seien „Anzeigen vorhanden, daß Orso's Söhne nervenschwache, zum Siechthum geneigte Herren waren.“ Johannes II. habe „seinem Bruder Badoarius eine stattliche Versorgung auf Kosten des Stuhles Petri“ verschaffen wollen. Diesem „schlugen“ Männer des Grafen Marinus von Comacchio – dabei zitiert er Andrea Dandolo – „eines der Beine entzwei“. Erst nach dem Schwur, keine Rache nehmen zu wollen, wurde er nach Venedig entlassen. Nach Ansicht Gfrörers nahm der Papst angesichts des Adels, der sich den Kirchenstaat aufzuteilen begann, die Inbesitznahme von Comacchio durch Badoer in Kauf, „dessen Freundschaft immerhin etwas werth war“. Den Vertrag mit Karl dem Dicken von 883, der die Güter, den abgabenfreien Handel, ja, den Schutz vor Umsturz vorsah, betrachtet Gfrörer als Anzeichen für etwas anderes: Der „Doge Venetiens erkannte den Franken als seinen Gebieter an, und nahm das Seeland von der Kaiserkrone zu Lehen“ (S. 211). Der Doge habe darüber hinaus die Gerichtsbarkeit über die „Ausgewanderten“ behalten, die beständig versuchten, den Dogen zu stürzen, während sie im fränkischen Exil saßen. Diese Bestimmungen seien eine Art Geheimer Zusatz zum Vertrag, der bei Muratori in eine Fußnote „verwiesen“ worden seien. Gfrörer vermutet, dass sich Johannes II. gänzlich von Byzanz ab und dem Karolinger zugewandt habe, auch weil seine Geschäfte sich vielleicht eher auf das Frankenreich erstreckten – daher die Abgabenfreiheit. Byzanz ließ den Dogen aber keineswegs gewähren. Gfrörer behauptet, „daß die griechische Partei in Venetien, so oft Dogen mit Byzanz brachen, die Einsetzung von Mitdogen erzwang“, doch sei dies durch den Todesfall Peters letztlich fehlgeschlagen. Dann folgte die Wiedereinsetzung Johanns, der jedoch, da sein angeblicher Schutzherr Karl der Dicke gestürzt worden war, sein Amt nicht mehr halten konnte. Darauf deute auch hin, dass die Wahl seines Nachfolgers in dessen Haus stattgefunden habe, und dass Johannes II. die Insignien seiner Macht erst danach im Dogenpalast übergeben habe. Wie immer bei Gfrörer steckte hinter der Einsetzung von Mitdogen und dem Rücktritt des Dogen also Byzanz.
Pietro Pinton übersetzte und annotierte Gfrörers Werk im Archivio Veneto in den Jahresbänden XII bis XVI. Pintons eigene Darstellung, die jedoch erst 1883 erschien – gleichfalls im Archivio Veneto –, gelangte zu stark abweichenden, weniger spekulativen Ergebnissen, als Gfrörer. So hält er das eigennützige Motiv des Dogen für die Besetzung Comacchios für einseitig, da die Handelsvorteile für ganz Venedig so unterschlagen würden. Auch beim Vertrag von 883 unterschätze Gfrörer demnach die Schwierigkeiten, in denen sich Karl der Dicke befunden habe, und dem es keineswegs gelungen sei, in dieser Hinsicht Karl den Großen zu überbieten. Nach Pinton könnte sich der Doge, bedrängt von den Großen des Festlands, ausbedungen haben, dass Gegner, wie die Ravennaten oder solche vom benachbarten Festland, schweren Strafen unterliegen sollten. In jedem Falle gebe es keinerlei Hinweis auf eine Art Oberherrschaft Karls. Schließlich lege Gfrörer eine unzutreffende chronologische Abfolge der Ereignisse seiner Deutung zugrunde, denn der Rücktritt des Dogen lag mindestens drei Monate vor dem Tod Karls des Dicken, so dass sein Rücktritt nicht mit dem Ende seines angeblichen Oberherrn in Zusammenhang gebracht werden könne.
Schon 1861 hatte Francesco Zanotto in seinem Il Palazzo ducale di Venezia gemutmaßt, dass Johannes seiner Familie „grandezza e potenza“ sichern wollte. Infolge der Vertreibung der Sarazenen vor Grado erhielt der Dogensohn Johannes „il consentimento della nazione di associarsi al padre nella ducal dignità“ (S. 36). Und es war auch wieder die „nazione“, mit deren Einverständnis Badoario versuchte, sich beim Papst die Grafschaft Comacchio anzueignen. Als Motiv nennt der Autor, der Graf habe dem Papst „motivo di noia“ gegeben. Bei Zanotto war es wiederum auch das Volk, das für den Tod Badarios „vendetta“ forderte, eine Rache, die schließlich zur Unterschutzstellung des Handels von Comacchio unter „giudici e consoli“ führte. Die Bestätigung der alten Privilegien durch Karl den Dicken erfolgte „großzügig“. Ausführlich gibt er die in der „Sagornina“ (wie die Chronik des Johannes Diaconus zu dieser Zeit noch genannt wurde) aufgezählten unerklärlichen Naturereignisse, Stürme und Sturmfluten wieder. Von der Erkrankung des Dogen, vom Tod Pietros, dessen Ursache er nicht nennt, hebt er jedoch als einmaligen Fall den Rücktritt Johannes’ II. hervor. Bei ihm ging dieser Rücktritt und die Wahl eines neuen Dogen wiederum vom Volk aus.

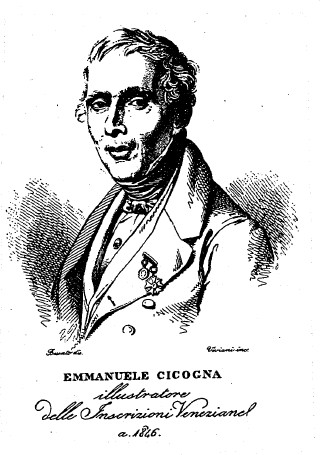
Emmanuele Antonio Cicogna, 1846

Auch Emmanuele Antonio Cicogna äußert 1867 im ersten Band seiner Storia dei Dogi di Venezia die Ansicht, Johannes II. habe, um den Einfluss seiner Familie zu vergrößern, beim Papst um die Grafschaft Comacchio gebeten. Unter dem Abschnitt, den Cicogna dem Vater des Dogen gewidmet hatte, verschweigt der Autor, dass die Sarazenen schon im Begriff standen, das Lager vor Grado zu räumen, als sie nur von der herannahenden Flotte hörten, und schreibt nebulös von „Giovanni“, der „si valentemente portossi in questo incontro“, dass er zum Lohn vom Volk („dalla nazione“) zum Mitdogen gemacht wurde. Die beiden Dogen arbeiteten bei der Verschönerung der Inseln, „alla felicità de'popoli“ und bei der Ausdehnung des venezianischen Handels am Ende gut zusammen. Obwohl der Bruder des nunmehr allein herrschenden Dogen die Grafschaft erhielt, wurde er vom bisherigen Inhaber derselben überfallen – Cicogna weiß, dass sich Badoer so heftig er konnte, verteidigt habe – und so schwer verletzt, dass er in Venedig starb. Johannes unterwarf die Stadt dem venezianischen „impero“. Weder Papst noch Kaiser widersetzten sich den Plünderungen, die er gegen Ravenna durchführen ließ. Venedig erhielt von Kaiser Karl im Gegenteil eine Erneuerung der Privilegien, und auch Cicogna vergisst nicht zu erwähnen, dass der Handel des Dogen nicht nur gestattet, sondern sogar ohne Abgaben blieb. Nach den beiden weiteren Todesfällen in der Familie trat Johannes schließlich zurück und überließ der ‚Nation‘ die Wahl desjenigen zum Dogen, der ihr gefiel („qual più le piacesse per doge“).
Heinrich Kretschmayr glaubte, der Doge stamme „wohl aus einer Nebenlinie“ der Particiaco. Die Vertreibung vor Grado führte bei diesem Autor dazu, dass nicht das Volk den Dogensohn zum Mitregenten erhob, sondern der Doge selbst. Seit 867 gelang es Byzanz „unter der Eisenfaust des ersten Basileios“ wieder in der Adria einzugreifen, Bari zu gewinnen und das Thema Langobardia einzurichten, so dass um 880/881 die Adria im Süden „für befriedet gelten“ konnte. „Immer mehr steuerte die Entwickelung auf eine im Hause der Particiaci vererbliche höchste Gewalt zu“ (S. 100). Kretschmayr stellte vor allem den Kampf um Comacchio in den Vordergrund.
In seiner 1977 erstmals erschienenen History of Venice betont John Julius Norwich, dass nur die Tradition aus Johannes’ Vater einen Angehörigen der Particiaco gemacht habe. Ansonsten beschränkt er sich auf die krankheitsbedingte Einsetzung des Mitdogen Pietro Candiano, der am 18. September 887 als erster Doge in einer Schlacht ums Leben kam. Schließlich erwähnt der Autor die Rückkehr Johannes’ ins Amt, um seinen endgültigen Nachfolger bestimmen zu lassen. Seiner Erneuerung der Privilegien durch Karl den Dicken widmet er kaum einen Halbsatz und stellt sie in eine Kontinuität von sich stetig zugunsten Venedigs ausdehnenden Rechten. Der Kampf um Comacchio findet keine Erwähnung.

### Erzählende Quellen
- La cronaca veneziana del diacono Giovanni, in: Giovanni Monticolo (Hrsg.): Cronache veneziane antichissime (= Fonti per la storia d'Italia [Medio Evo], IX), Rom 1890, S. 121 (Belagerung von Grado), 122 (Mitdoge), 123 (Friedensschluss mit Kroaten), 126–130 (Nachfolge seines Vaters, Tod Badoers, Rücktritt, Tod des Petrus, Ende der Regierungszeit), 178 („Catalogo dei dogi“) (Digitalisat).
- Luigi Andrea Berto (Hrsg.): Giovanni Diacono, Istoria Veneticorum (=Fonti per la Storia dell’Italia medievale. Storici italiani dal Cinquecento al Millecinquecento ad uso delle scuole, 2), Zanichelli, Bologna 1999 (auf Berto basierende Textedition im Archivio della Latinità Italiana del Medioevo (ALIM) der Universität Siena).
- Ester Pastorello (Hrsg.): Andrea Dandolo, Chronica per extensum descripta aa. 460-1280 d.C., (= Rerum Italicarum Scriptores XII,1), Nicola Zanichelli, Bologna 1938, S. 161–163. (Digitalisat, S. 160 f.)
- Șerban V. Marin (Hrsg.): Gian Giacomo Caroldo. Istorii Veneţiene, Bd. I: De la originile Cetăţii la moartea dogelui Giacopo Tiepolo (1249), Arhivele Naţionale ale României, Bukarest 2008, S. 62–64, vor allem 65 f.: Nach Caroldo lehnte der Doge die Rückkehr ins Amt nicht ab, sondern kehrte noch einmal für sechs Monate und vier Tage ins Amt zurück, „acquietati gli publici rumori, persuase al Popolo l’elettione d’un novo Duce“.

### Rechtsetzende Quellen, Briefe
- Roberto Cessi (Hrsg.): Documenti relativi alla storia di Venezia anteriori al Mille, 2 Bde., Bd. II, Padua 1942, S. 7, 10, 13 f., 16–21.
- Capitularia regum Francorum (Monumenta Germaniae Historica, Legum sectio II, II), Hrsg.: Alfred Boretius, Victor Krause, Hannover 1897, S. 138 (Digitalisat d. Pactum Karoli III vom 11. Januar 880).
- Karoli III Diplomata (Monumenta Germaniae Historica, Diplomata regum Germaniae ex stirpe Karolinorum, II), Weidmannsche Buchhandlung, Berlin 1937, n. 17, S. 26–31 („Karl erneuert dem Dogen Ursus den Vertrag mit den Venezianern. Ravenna 880 Januar 11“, der Text findet sich im Codex Trevisanus des 15. Jahrhunderts, f. 54, im Staatsarchiv Venedig). (Digitalisat der MGH-Edition)